# 罗氏双角鳚
羅氏雙角鳚（學名：Coralliozetus rosenblatti），為輻鰭魚綱鳚形目煙管鳚科雙角鳚屬的一種，種名是為了紀念斯克里普斯海洋研究所的魚類學家理查德·H·羅森布拉特（1930-2014），分布於中太平洋東部墨西哥加利福尼亞灣海域，深度1至4公尺，本魚體細長，頭短鈍，頂部無刺，鼻孔處有觸鬚，眼上方有1對短觸鬚，頸背無觸鬚，上唇中部有凹口，口腔頂部兩側各有一排牙齒，整體呈半透明狀，側面有許多白色斑點和棕色線紋，雄魚頭部呈褐色，有白色斑點，背鰭前方有眼斑；雌魚嘴下有幾條明顯的棕色小點線，背鰭硬棘18-19枚、背鰭軟條12-13枚、臀鰭硬棘2枚、臀鰭軟條21-22枚，體長可達3.5分，棲息在岩礁區，通常躲在蠕蟲空巢穴，以浮游動物為食，雌魚產附著性卵，由雄魚守護魚卵，生活習性不明。